# Federico Slinger
Federico Slinger (Montevideo, 1932 - Ib., 1996) fue un político, profesor, dirigente deportivo, funcionario y contador uruguayo perteneciente a la Unión Cívica.

## Biografía
En 1956 se graduó como contador público en la Universidad de la República, desarrollando una destacada carrera profesional. Asimismo, desempeñó la docencia en la Facultad de Ciencias Económicas y de Administración, de la que fue decano entre 1968 y 1972.
Militante político en filas de la Unión Cívica, se opuso a la dictadura cívico-militar. En octubre de 1983 participó en el Acto del Obelisco. En las elecciones de 1984 fue candidato a la Vicepresidencia de la República, acompañando la candidatura presidencial de Juan Vicente Chiarino, y obteniendo una menguada votación. Al año siguiente, fue designado presidente del estatal Banco de la República Oriental del Uruguay (BROU), desempeñando dicho cargo hasta 1990. En marzo de 1995 fue nombrado por el presidente Julio María Sanguinetti como Ministro de Industria, Energía y Minería, cargo que ocupó hasta su fallecimiento, ocurrido al año siguiente.
Fue también un destacado dirigente deportivo, en particular en el área del básquetbol.
| Predecesor: Miguel Ángel Galán | Ministro Industria, Energía y Minería 1995-1996                         | Sucesor: Julio Herrera  |
| Predecesor: Emilio Berriel     | Presidentes Banco de la República Oriental del Uruguay (BROU) 1985-1990 | Sucesor: Emilio Berriel |

- Datos: Q5479996